# Serena Wines 1881 Tennis Cup 2022
La Serena Wines 1881 Tennis Cup 2022 è stato un torneo maschile e femminile di tennis professionistico. È stata la 19ª edizione del torneo maschile, facente parte della categoria Challenger 80 nell'ambito dell'ATP Challenger Tour 2022, con un montepremi di 45 730 €. È stata invece la 7ª edizione del torneo femminile, la prima di rilievo in quanto inserita nella categoria W60 nell'ambito dell'ITF Women's World Tennis Tour 2022, con un montepremi di 60 000 $. Il torneo femminile si è svolto dal 24 al 30 luglio 2022, mentre quello maschile dall'1 al 7 agosto 2022, entrambi sui campi in terra rossa dell'A.S.D. Eurotennis Club di Cordenons, in Italia.

## Torneo maschile

### Partecipanti

#### Teste di serie
| Nazionalità | Giocatore             | Ranking* | Testa di serie |
| ----------- | --------------------- | -------- | -------------- |
| Serbia      | Laslo Đere            | 77       | 1              |
| Argentina   | Juan Manuel Cerúndolo | 107      | 2              |
| Argentina   | Camilo Ugo Carabelli  | 118      | 3              |
|             | Pavel Kotov           | 122      | 4              |
| Italia      | Flavio Cobolli        | 133      | 5              |
| Rep. Ceca   | Zdeněk Kolář          | 134      | 6              |
| Francia     | Alexandre Müller      | 149      | 7              |
| Italia      | Marco Cecchinato      | 151      | 8              |

* Ranking al 25 luglio 2022.

#### Altri partecipanti
I seguenti giocatori hanno ricevuto una wild card per il tabellone principale:
- Marco Cecchinato
- Gianmarco Ferrari
- Laslo Đere

I seguenti giocatori sono entrati in tabellone come special exempt:
- Raul Brancaccio
- Ernests Gulbis

I seguenti giocatori sono entrati in tabellone come alternate:
- Nikolás Sánchez Izquierdo
- Andrea Vavassori

I seguenti giocatori sono passati dalle qualificazioni:
- Mattia Bellucci
- João Domingues
- Nicolas Moreno de Alboran
- Viktor Durasovic
- Kimmer Coppejans
- Giacomo Dambrosi

Il seguente giocatore è entrato in tabellone come lucky loser:
- Andrey Chepelev

## Torneo femminile

### Teste di serie
| Nazionalità | Giocatrice            | Ranking* | Testa di serie |
| ----------- | --------------------- | -------- | -------------- |
| Ungheria    | Panna Udvardy         | 108      | 1              |
|             | Elina Avanesyan       | 129      | 2              |
| Austria     | Julia Grabher         | 145      | 3              |
| Rep. Ceca   | Linda Fruhvirtová     | 153      | 4              |
| Spagna      | Marina Bassols Ribera | 211      | 5              |
| Italia      | Federica Di Sarra     | 222      | 6              |
| Germania    | Katharina Gerlach     | 223      | 7              |
| Giappone    | Kurumi Nara           | 237      | 8              |

* Ranking al 18 luglio 2022.

### Altre partecipanti
Le seguenti giocatrici hanno ricevuto una wildcard per il tabellone principale:
- Matilde Paoletti
- Jessica Pieri
- Federica Urgesi
- Aurora Zantedeschi

La seguente giocatrice è entrata in tabellone come special exempt:
- Anna Turati

Le seguenti giocatrici sono passate dalle qualificazioni:
- Federica Arcidiacono
- Bianca Behúlová
- Nuria Brancaccio
- Veronika Erjavec
- Angelica Moratelli
- Tayisiya Morderger
- Julia Riera
- Bianca Turati

Le seguenti giocatrici sono entrate in tabellone come lucky loser:
- Timea Jarušková
- Arianna Zucchini

## Campioni

### Singolare maschile
Zhang Zhizhen ha sconfitto in finale  Andrea Vavassori con il punteggio di 2–6, 7–6(5), 6–3.

### Doppio maschile
Dustin Brown /  Andrea Vavassori hanno sconfitto in finale  Ivan Sabanov /  Matej Sabanov con il punteggio di 6–4, 7–5.

### Singolare femminile
Panna Udvardy ha sconfitto in finale  Elina Avanesjan con il punteggio di 6–2, 6–0.

### Doppio femminile
Angelica Moratelli /  Eva Vedder hanno sconfitto in finale  Yuliana Lizarazo /  Aurora Zantedeschi con il punteggio di 6–3, 6–2.